# Warriors (sastav)
Warriors je bio srbijanski heavy metal sastav, osnovan 1982. godine kao Ratnici, no već 1983. godine mijenjaju ime u engleski prijevod istog imena - Warriors. Godine 1984., sastav se seli u Kanadu, gdje se raspadaju već 1986. godine.

## Povijest sastava
Sastav su 1982. godine osnovali pjevač Dušan Nikolić i bubnjar srbijanskog hard rock sastava Riblja čorba Vicko Milatović (komu je to bio drugi sastav). Prva postava sastava također je uključivala gitariste Dragana Deletića i Zorana Konjevića te basista Slobodana Svrdlaan (bivšeg člana srbijanskog heavy metal sastava Gordi).
Godine 1982., sastav objavljuje prvi EP, naslova Ratnici - Warriors, koji se sastojao od četiri pjesme (dvije na engleskom jeziku i dvije na srpskom jeziku), a objavljuje ga diskografska kuća PGP-RTB. Nakon objave albuma, Milatović je morao napustiti sastav zbog vojnog roka, te je kanadski gitarist Douglass Platt zamijenio Deletića. Godine 1983., sastav objavljuje svoj prvi istoimeni studijski album, koji ponovno objavljuje diskografska kuća PGP-RTB. Milatovića na bubnjevima zamijenio je Tom Martin (bivši bubnjar rock sastava Izazov), premda nije postao službeni član sastava.
Nakon objave debitanskog albuma, Warriorsi potpisuju za kanadsku diskografsku kuću Attic Records. Godine 1984., s kanadskim bubnjarom Lawrenceom Gretschom kao novim članom sastava, sastav snima drugi studijski album, s istim nazivom kao i prethodni - Warriors. Nakon objave albuma, sastav je krenuo na kratku turneju sa škotskim hard rock sastavom Nazareth. Raspali su se ubrzo nakon turneje.

## Diskografija
Studijski albumi
- Warriors (1983.)
- Warriors (1984.)

EP
- Ratnici - Warriors (1983.)

## Vanjske poveznice
- Warriors na The Metal Archives
- Warriors na Discogs